# Cophoscincopus greeri
Cophoscincopus greeri — вид сцинкоподібних ящірок родини сцинкових (Scincidae). Мешкає в Західній Африці. Вид названий на честь австралійського герпетолога Аллена Едді Гріра.

## Поширення і екологія
Cophoscincopus greeri мешкають на півночі Сьєрра-Леоне і Ліберії, на півдні Гвінеї, на заході Кот-д'Івуару, а також в Гані. Вони живуть у вологих тропічних лісах, на берегах струмків і невеликих річок. Зустрічаються на висоті від 500 до 1620 м над рівнем моря.